# シリアンスカFC
シリアンスカFC（スウェーデン語: Syrianska FC）は、スウェーデンのストックホルム県セーデルテリエをホームタウンとするサッカークラブである。

## 歴史
1977年に創設された。
2008年にディビジョン1の北グループからスーペルエッタンに昇格を果たしたが、2008年9月29日に行われたヴェステロースSK戦でシリアンスカのサポーターがヴェステロースのサポーターを襲撃したとして、スウェーデンサッカー協会 (SvFF) により、シリアンスカに2万5000クローナ、ヴェステロースに1万クローナの罰金が科せられた。ヴェステロース戦はシリアンスカが勝利すればスーペルエッタン昇格が決定する試合であったが、後半アディショナルタイムに追いつかれたことから、約20人のシリアンスカサポーターが爆竹を投げ込み、ヴェステロースサポーターのスタンドを襲撃したため、審判が試合を中断する事件が起きた。
2010年にスーペルエッタンで優勝して、クラブ史上初となるアルスヴェンスカン昇格を果たした。最初の2011年はエンゲルホルムFFとの入れ替え戦に出場、第1戦は1-2で敗れたが、第2戦は後半アディショナルタイムの相手選手のオウンゴールにより3-1で勝利してアルスヴェンスカン残留を果たした。2013年にスーペルエッタンに降格、2017年にディビジョン1に降格した。
2018年にディビジョン1で2位になり、IFKヴェルナモとの入れ替え戦に出場した。入れ替え戦でヴェルナモに2試合合計スコア3-2で勝利して、スーペルエッタンに昇格した。2019年にスーペルエッタンから降格した。2019年は降格に加えて、スウェーデン税務署から脱税を指摘され、30万クローナの支払いを命じられた。2020年にSvFFの懲戒委員会はSvFFに対する未払い問題により、すべての支払いが完了するまで新しい選手の登録禁止処分およびディビジョン2への降格処分を科し、代わりにIFKベルガが2020年のディビジョン1の北グループに参加することを発表した。

## 獲得タイトル
- スーペルエッタン：1回
  - 2010

## 歴代所属選手
- ルアイ・チャンコ 1996-2000, 2012-2016
- ヴラディーミル・ボスコボイニコフ 2009
- ドウェイン・ミラー 2010-2013, 2015, 2017-
- アレクサンダー＝ミシェル・メルキ 2011-2017
- フェリックス＝ミシェル・メルキ 2013-2016
- サマン・ゴドス 2014-2015
- マティアス・ラネーギー 2018-